# Baardmuisspecht
De baardmuisspecht (Xiphocolaptes falcirostris) is een zangvogel uit de familie Furnariidae (ovenvogels).

## Kenmerken
De baardmuisspecht is een roestrode vogel met een lichaamslengte van 28 tot 29 centimeter. De vogel heeft een lange, sterke en licht naar onder gebogen snavel. Verder wordt deze vogel gekenmerkt door een kastanje kleurige supercilium (wenkbrauwstreep).

## Verspreiding en leefgebied
Deze soort is endemisch in Brazilië en telt twee ondersoorten:
- X. f. falcirostris - het noordoosten van Brazilië (van Maranhão en Ceará via Paraíba en Pernambuco tot Bahia).
- X. f. franciscanus - het oosten van Brazilië (in Bahia en Minas Gerais).

De natuurlijke habitats zijn subtropische of tropische droge bossen op een hoogte onder de 800 meter boven zeeniveau in de biomen Caatinga en Cerrado.

## Voeding
De baardmuisspecht voedt zich onder andere met insecten en spinnen.

## Status
De grootte van de populatie wordt geschat op 3.750 tot 14.999 duizend individuen, maar door habitatfragmentatie nemen de aantallen in snel tempo af. Om deze redenen staat de baardmuisspecht als kwetsbaar op de Rode Lijst van de IUCN.

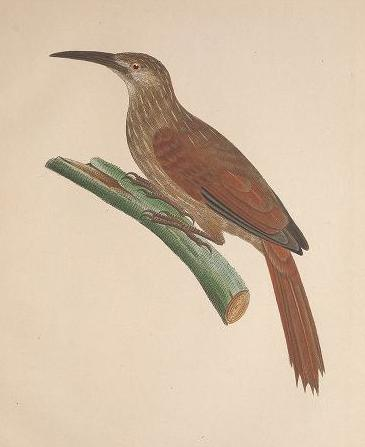